# اوانجلوس ماریناکیس
1. ↑  "59 Evangelos Marinakis، Capital Group". فهرست لوید. {{cite web}}: Cite has empty unknown parameter: |2= (help); Text "Nothorate2-1" ignored (help)
2. ↑  TNH stuff (29 May 2024). "ویژگی های مقاله گسترده وال استریت ژورنال ونجلیس ماریناکیس". THE NATIONAL HERALD.
3. ↑  "شرکت بزرگ کشتیرانی Marinakis 6% از Terna Energy را تصاحب کرد-2=No-hort Terna Energy". OT. Οικονομικός Ταχυδρόμος. {{cite web}}: Text "2021" ignored (help)
4. ↑  "ماریناکیس از ساکنان پیره می‌خواهد پس از انتخاب مجدد مورالیس متحد شوند.date=3 Junebcess". 3 Junebcess.  2019. {{cite web}}: Check date values in: |date= (help)

Evangelos "Vangelis" Marinakis (Ευάγγελος (Βαγγέλης) Μαρινάκης)، متولد ۳۰ ژوئیه ۱۹۶۷) یک تاجر و سرمایه گذار یونانی، سهامدار (سهام دار نها سهام دار افتاد)
اصلی تعدادی از شرکت های فعال در بخش کشتیرانی ، رسانه و فوتبال است. اوانجلوس فرزند کشتی‌دار و سیاستمدار میلتیادیس ماریناکیس اهل کرت است. او در سال ۲۰۰۵ با تاسیس "Capital Maritime & Trading Corp" وارد صنعت کشتیرانی یونان شد. در سال ۲۰۱۰، او اکثریت سهام تیم فوتبال المپیاکوس یونان را به دست آورد و رئیس آن شد.  این تیم برنده لیگ کنفرانس اروپا ۲۰۲۳-۲۰۲۴ شد و اولین و تنها تیم یونانی است که به این موفقیت دست یافته است.  
در سال ۲۰۱۴، ماریناکیس با حزب "Πειραιάς Νικητής" (Piraeus Victor) به عنوان عضو شورای شهر پیرئوس انتخاب شد و در سال ۲۰۱۹ مجدداً انتخاب شد.   در سال ۲۰۱۷، او تیم فوتبال انگلیسی ناتینگهام فارست را خریداری کرد.  در سال ۲۰۱۶، او با شرکت Alter Ego Media SA که گروه مطبوعاتی Lambrakis (DOL) را در سال ۲۰۱۷ خریداری کرد، وارد بخش رسانه یونان شد 
ماریناکیس هم در بخش کشتیرانی و هم در بخش فوتبال قابل توجه است. فهرست لویدز از سال ۲۰۱۰ او را در فهرست «صد نفر از تأثیرگذارترین افراد در صنعت کشتیرانی» قرار داده است و او را در فهرست ۲۰۲۴ در رتبه بیست و دوم قرار داده است. 
ماریناکیس بیشتر به دلیل مشارکت قابل توجهش در فوتبال شناخته می شود که با اتهامات بحث برانگیز مختلفی از جمله رشو، تبانی بازی و دخالت داور همراه بوده است. با این حال وی در تمامی پرونده های مرتبط تبرئه شده است. در سال ۲۰۱۸، او همچنین در پرونده کشتی نور۱ دخیل بود، اما به دلیل شواهد ناکافی از همه اتهامات تبرئه شد. ماریناکیس به دلیل مشارکت در دنیای ورزشی، سیاسی و تجاری یونان به عنوان یک الیگارشی یونانی شناخته شده است.
1. ↑  "Ο «κόκκινος» καπετάνιος". ProtoThema (به یونانی). 2010-05-30. Retrieved 2024-09-04.
2. ↑  "Olympiakos wins Europa Conference League 2024, making Greek history" (به انگلیسی). 2024-05-30. Retrieved 2024-09-04.
3. ↑  "Ολυμπιακός-Ατρόμητος: Η Επιτροπή Δεοντολογίας απάλλαξε όλους τους εμπλεκόμενους | Gazzetta". www.gazzetta.gr (به یونانی). Retrieved 2024-09-04.
4. ↑  "Marinakis sworn in as city councilor". TradeWinds | Latest shipping and maritime news (به انگلیسی). 2014-09-05. Retrieved 2024-09-04.
5. ↑  "Δήμος Πειραιά: «Σάρωσε» σε ψήφους ο Βαγγέλης Μαρινάκης". ProtoThema (به یونانی). 2019-05-27. Retrieved 2024-09-04.
6. ↑  Club, Nottingham Forest Football. "Nottingham Forest FC". Nottingham Forest Football Club. Retrieved 2024-09-04.
7. ↑  London (undefined), Harry Papachristou in Athens and Nick Roumpis in (2016-09-02). "Marinakis wins Greek TV licence". TradeWinds | Latest shipping and maritime news (به انگلیسی). Retrieved 2024-09-04.
8. ↑  "One Hundred Edition Fourteen". Lloyd's List. Retrieved 2024-09-04.